# Batalla de los pips
La batalla de los pips (señales de radar) es el nombre dado a un incidente ocurrido el 27 de julio de 1943, durante la campaña de las Aleutianas en la Segunda Guerra Mundial. En preparación para el ataque a la isla de Kiska planeado para agosto del presente año, la Armada de los Estados Unidos formó el Task Group 16.22 (TG 16.22) bajo el mando del contraalmirante Robert M. Griffin. Dicho grupo se centraba en los acorazados Mississippi e Idaho.
El 27 de julio, a 80 millas (130 km) al oeste de Kiska, el TG 16.22 comenzó a detectar una serie de contactos de radar desconocidos. Inmediatamente se dio la orden de abrir fuego, y 518 proyectiles (360 mm) fueron disparados desde ambos acorazados, pero no hubo impactos.

## Conclusión
El radar todavía era una tecnología nueva y poco confiable en ese momento, y las condiciones climáticas alrededor de las Aleutianas eran característicamente malas, con la muy mala visibilidad normal para el área. Junto a todo ello, no había ningún buque de guerra japonés en unas 200 millas (320 km). 
Brian Garfield, novelista y escritor, supuso, basándose en el análisis realizado por los modernos capitanes de las embarcaciones pesqueras aleutianas, que las señales eran pardelas sombrías o pardelas de Tasmania, especies migratorias que pasan por las Aleutianas en julio de cada año.